# Туес

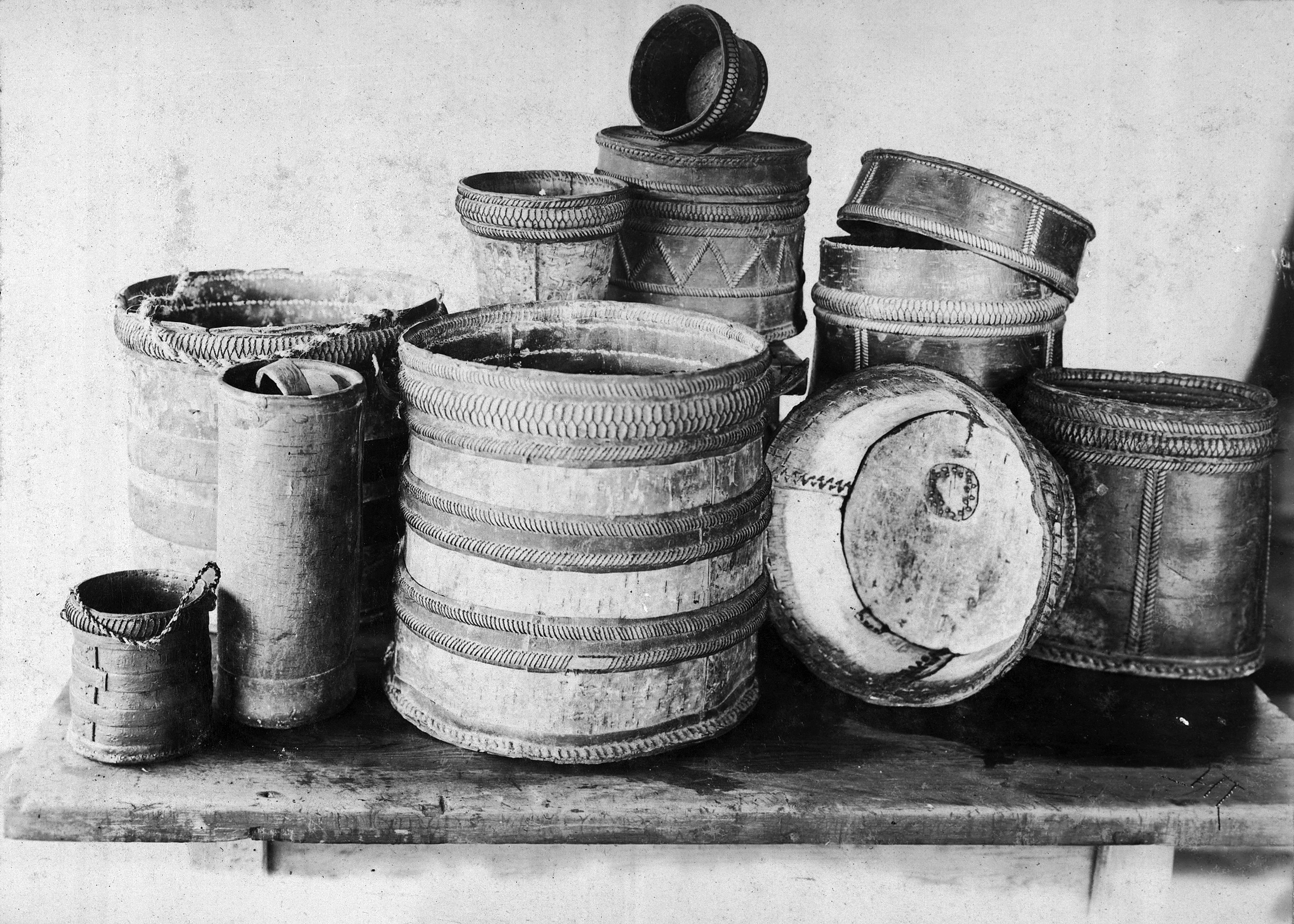
Якутские туеса

Ту́ес, туесо́к, бура́к — сосуд из бересты цилиндрической формы. Используется в быту для хранения различных пищевых продуктов и жидкостей, засолки грибов.